# Ville-di-Pietrabugno
Ville-di-Pietrabugno (Corsicaans: E Ville di Petrabugnu) is een gemeente in het Franse departement Haute-Corse (regio Corsica). Ville-di-Pietrabugno telde op 1 januari 2022 3.187 inwoners. De plaats maakt deel uit van het arrondissement Bastia.

## Geografie
De oppervlakte van Ville-di-Pietrabugno bedroeg op 1 januari 2022 7,53 vierkante kilometer; de bevolkingsdichtheid was toen 423,2 inwoners per km².
De onderstaande kaart toont de ligging van Ville-di-Pietrabugno met de belangrijkste infrastructuur en aangrenzende gemeenten.

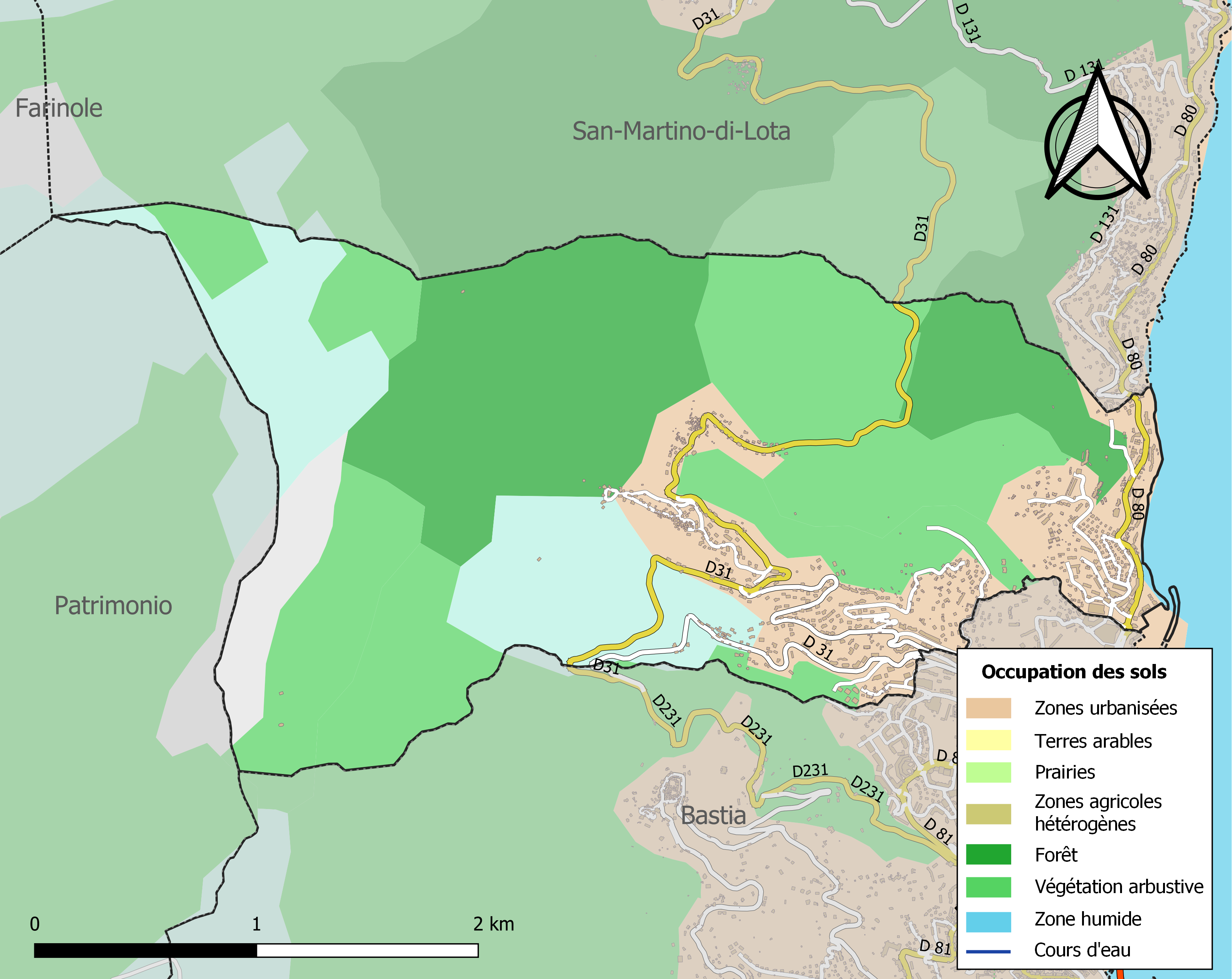

## Demografie
Onderstaande figuur toont het verloop van het inwonertal (bron: INSEE-tellingen).

Vanwege een beveiligingsprobleem met de MediaWiki Graph-software is het momenteel niet mogelijk deze grafiek weer te geven. Zodra de software is bijgewerkt zal de grafiek vanzelf weer zichtbaar worden.

## Afbeeldingen

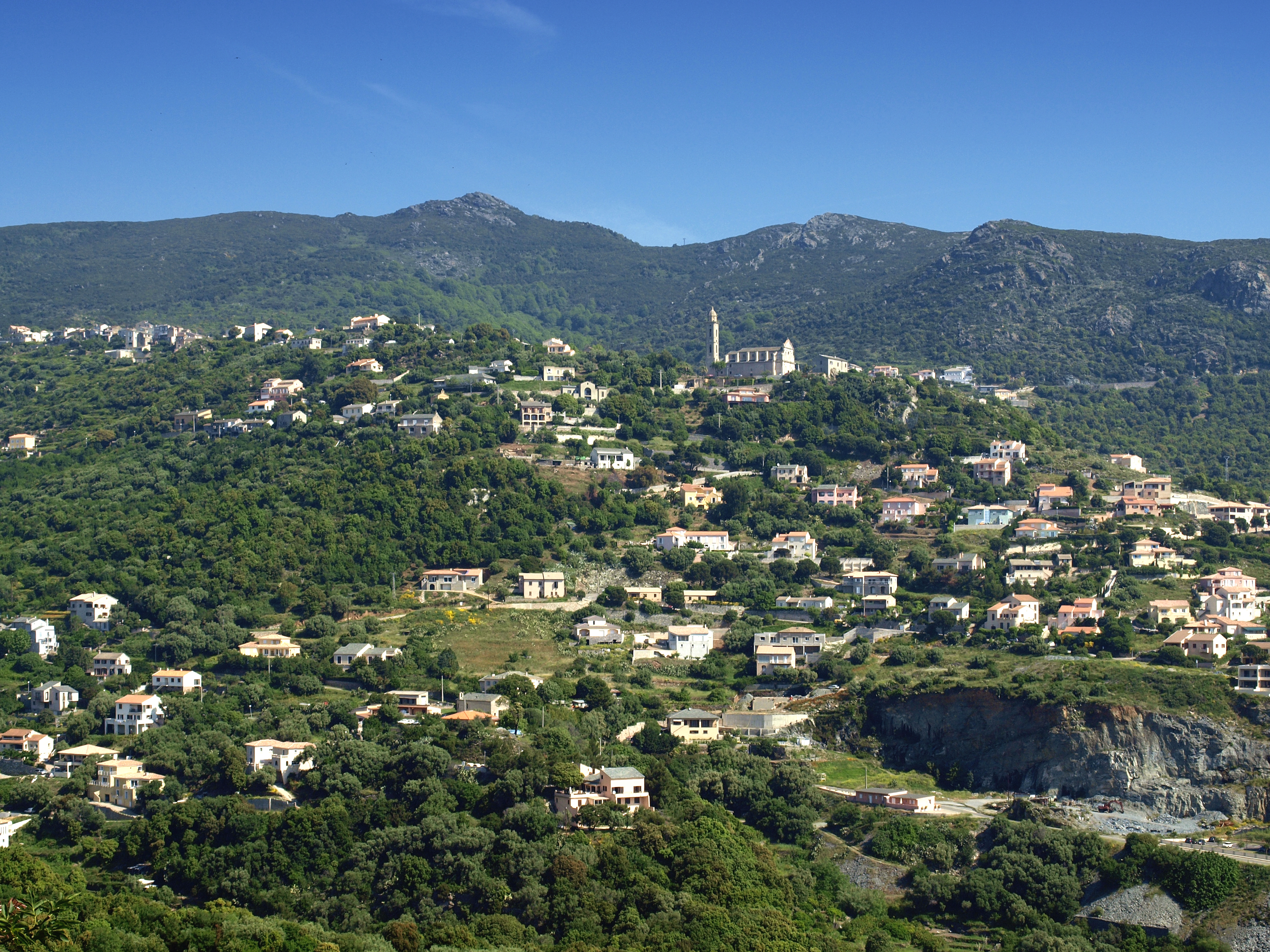
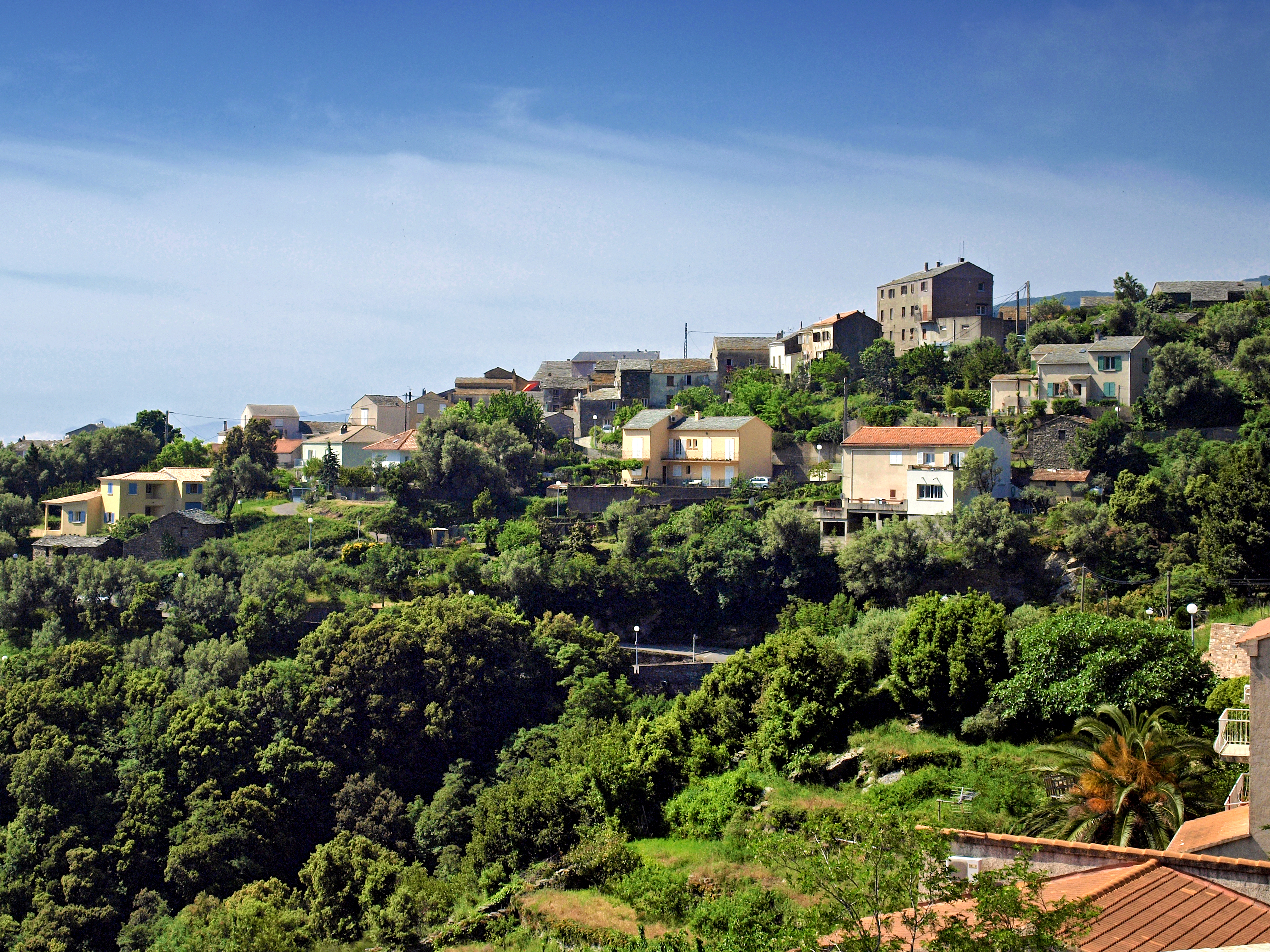
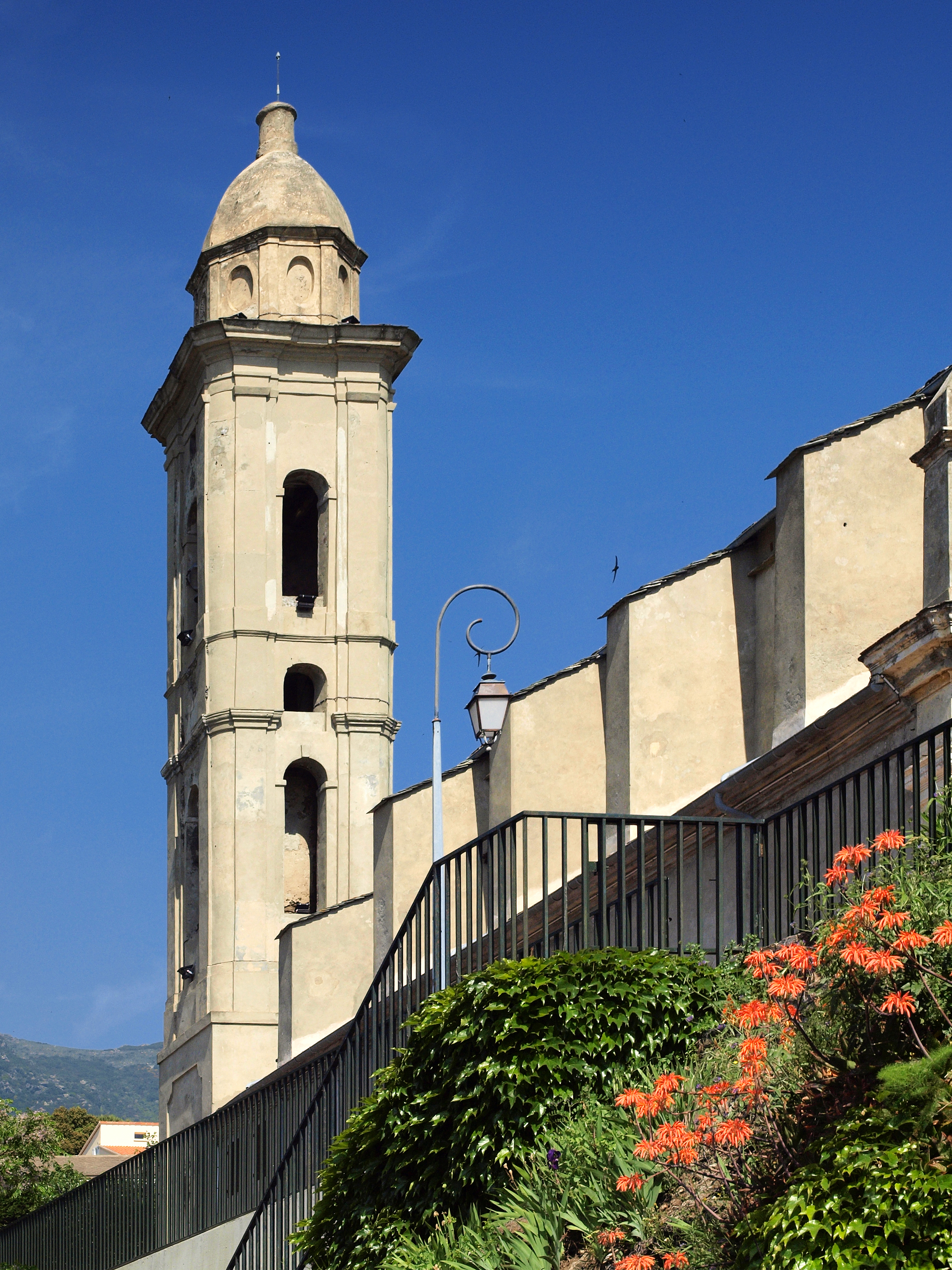
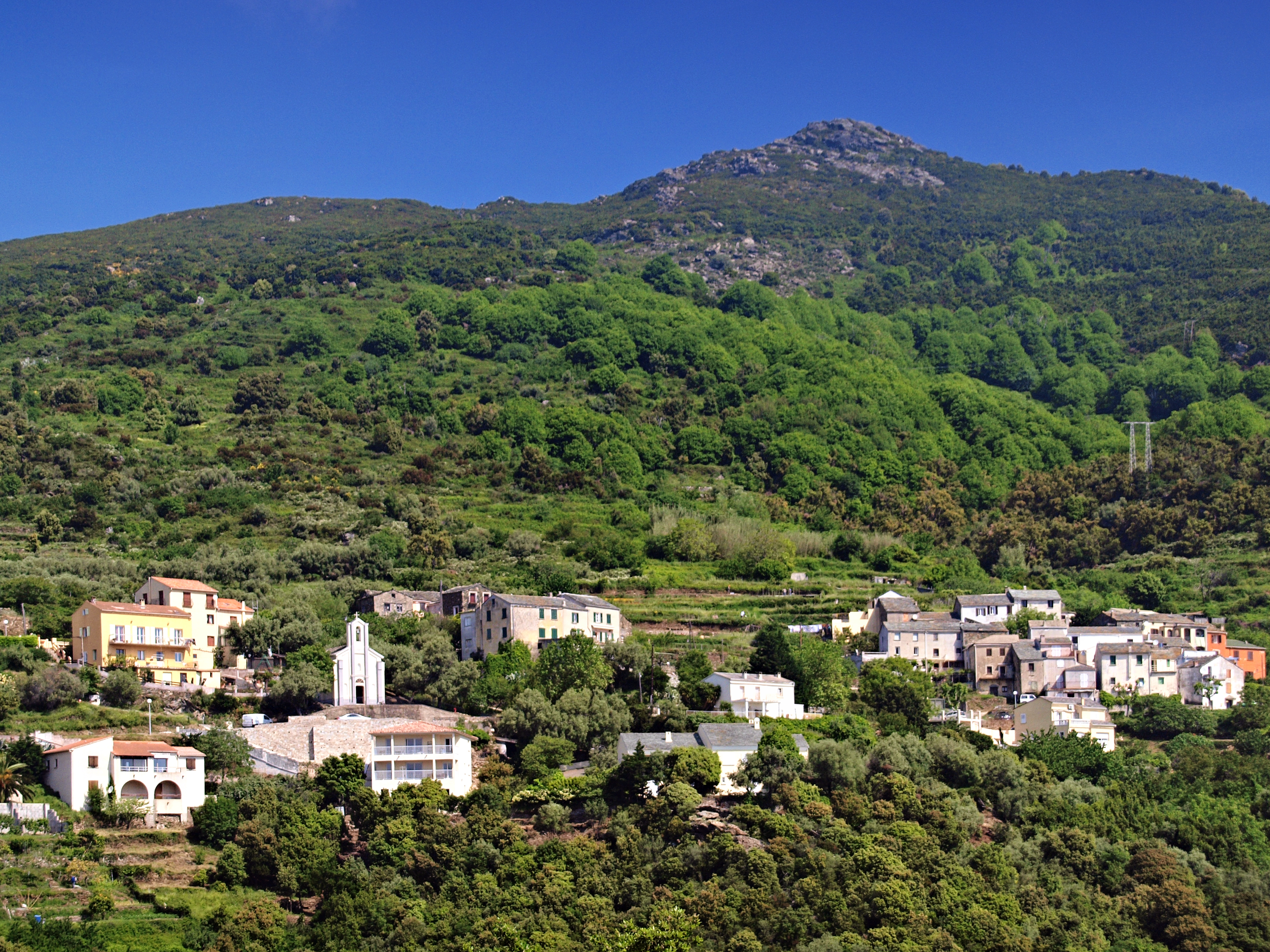
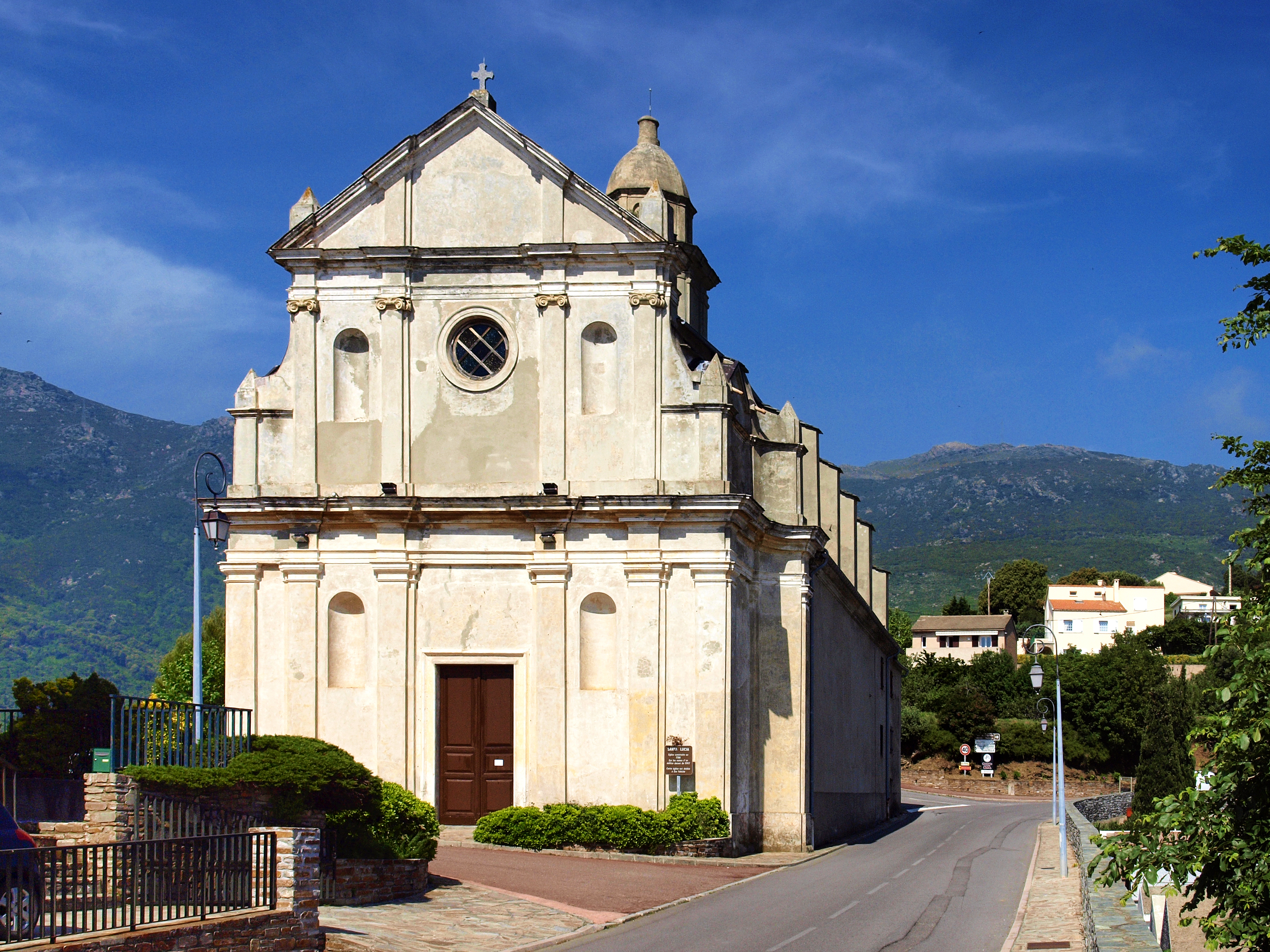
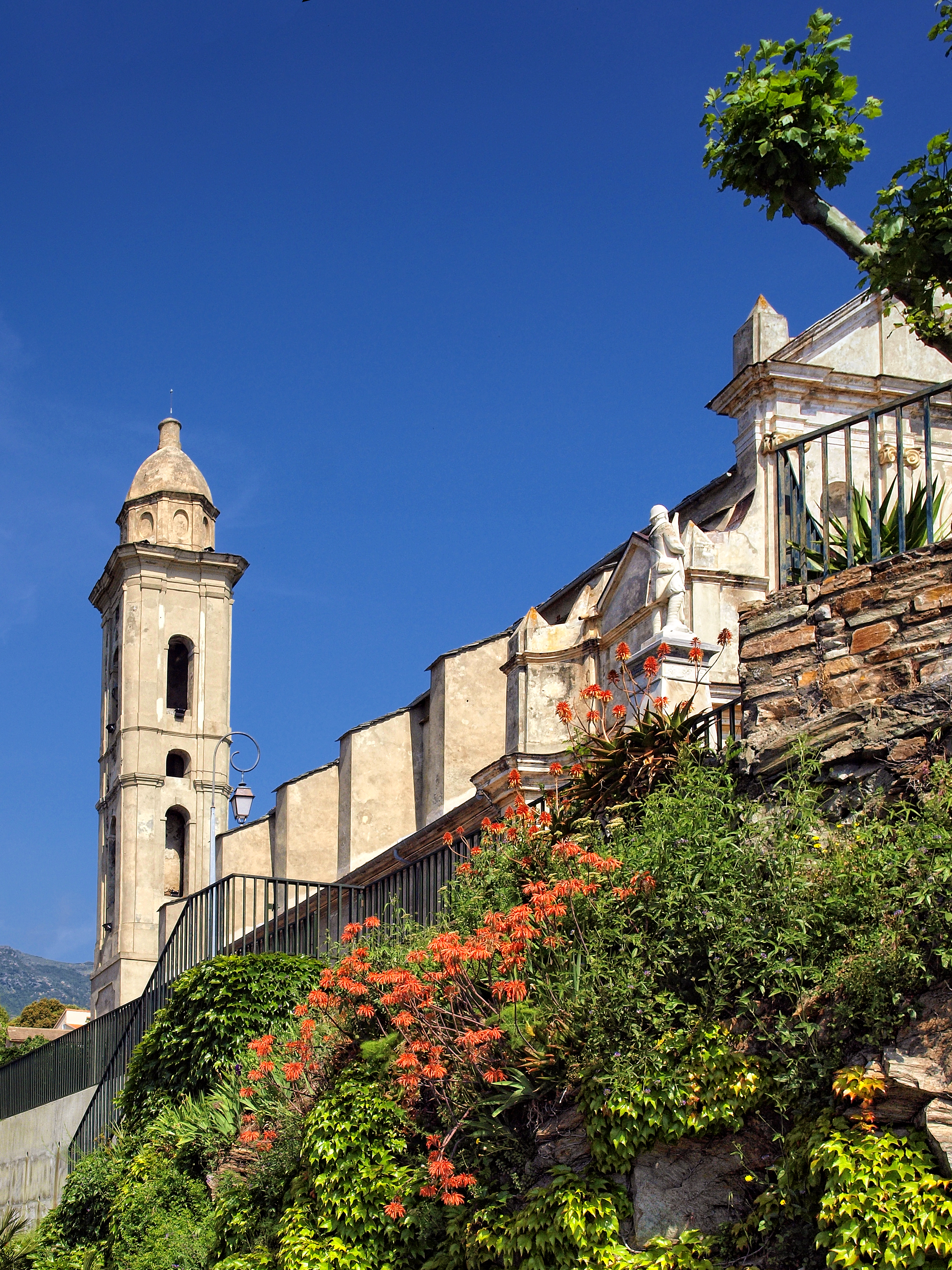